# Борні добрива
Бо́рні до́брива — мінеральні добрива, у складі яких є мікроелемент бор (відходи виробництва борної кислоти, бура, технічна борна кислота, бормагнійові відходи та ін.).

## Опис
Відносяться до групи мікродобрив. Використовуються для передпосівної обробки насіння, внесення в ґрунт і позакореневих підживлень рослин.
Їх застосовують в дуже низьких дозах для предпосівної обробки насіння, підживлення сільськогосподарських культур, внесення в грунт окремо або в складі комплексних добрив, які містять макроелементи. Зазвичай для борних добрив використовуються сирі боратові руди, які містять від 4 до 8% бору в легкодоступній для рослин формі. Найбільш ефективні борні добрива на дерново-глейових, дерново-підзолистих, торфових та перегнійно-карбонатних грунтах. Борні добрива запобігають гнилі серцевини буряків, бактеріозові льону, підвищують урожайність цих та інших сільськогосподарських культур, збільшують цукристість буряків та овочів, олійність насіння соняшнику, вихід волокна льону.
Використовуються у таких видах
- Борна кислота — містить 13-15 % бору. Застосовують для оброблення насіння, позакореневого підживлення рослин. Може входити до комплексних добрив.
- Бороплюс — рідке добриво, що містить 11 % бору. Використовується для позакореневого підживлення, так і краплинного зрошення.
- Боромагнієве добриво — містить 2,3 % бору і 14 % магнію. Застосовують для оброблення насіння, позакореневого підживлення та передпосівного внесення.
- Борнодатолітове добриво — містить 1,5-2,0 % бору. Використовується для позакореневого підживлення, так і краплинного зрошення.
- Боровмісний порошок — механічна суміш технічного тальку і борної кислоти (14–16 %). Застосовують для передпосівного оброблення насіння.